# Liber Census Daniæ

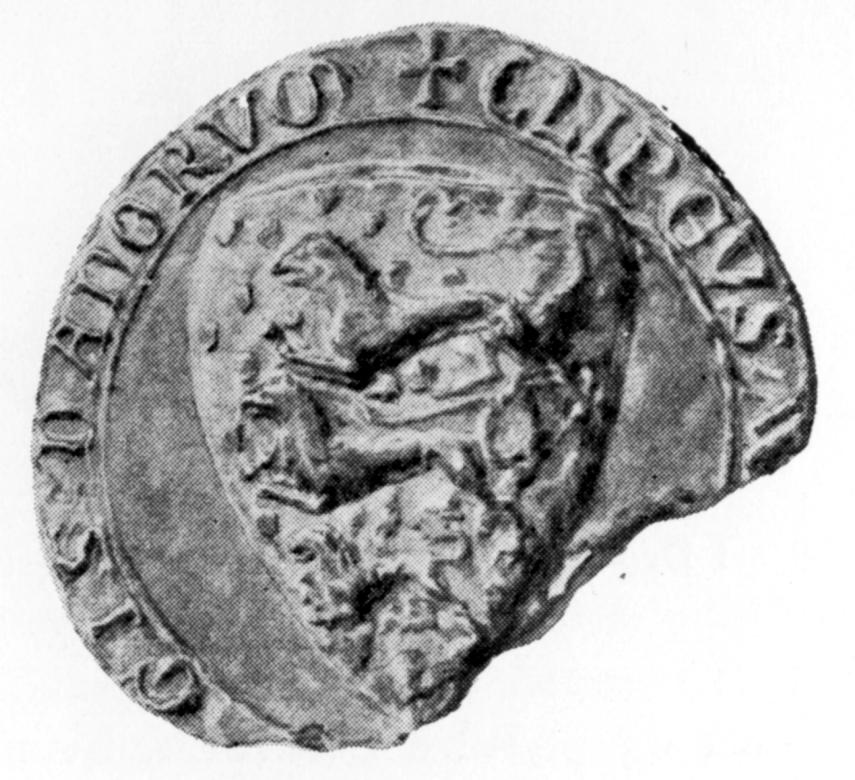
Il sigillo del re Valdemaro II

Il Liber Census Daniæ o Libro danese della tassazione delle terre, (in lingua danese Kong Valdemars Jordebog) del XIII secolo, era un compendio di regole per la tassazione dei terreni in uso presso la Cancelleria reale di re Valdemaro II e contiene una collezione di informazioni sulle entrate statali e sulle proprietà reali del tempo. I manoscritti originali sono oggi conservati negli archivi nazionali danesi detti anche Rigsarkivet, a Copenaghen.
Il libro, nella sua interezza, è disponibile su Google Books.

## Storia
La registrazione delle terre fu commissionata durante il regno di Valdemaro II di Danimarca (1202–1241). Il registro era allocato nella Cancelleria reale del Regno di Danimarca. Il libro costituisce una delle più importanti fonti di informazione riguardo alla condizione sociale e al nome dei luoghi durante il Medioevo. La maggior parte di questi luoghi erano in Danimarca, nella Germania settentrionale precisamente con il Ducato di Pomerania, Svezia e il Ducato di Estonia, furono registrati per iscritto per la prima volta.